# Kalifornium(III)-oxifluorid
A kalifornium(III)-oxifluorid egy vegyület, képlete CfOF.  Kalifornium(III)-fluorid (CfF3) hidrolízisével lehet előállítani magas hőmérsékleten. A kalifornium(IV)-oxidhoz (CfO2) hasonlóan köbös kristályrendszerben kristályosodik, kristályai fluorit szerkezetűek, az oxigén és a fluor atomok véletlenszerűen vannak az anion pozíciókban. Rácsállandó 556,1 ± 0,4 pm.

## Fordítás
Ez a szócikk részben vagy egészben  a   Californium(III)-oxifluorid című német Wikipédia-szócikk fordításán alapul.  Az eredeti cikk szerkesztőit annak laptörténete sorolja fel. Ez a jelzés csupán a megfogalmazás eredetét és a szerzői jogokat jelzi, nem szolgál a cikkben szereplő információk forrásmegjelöléseként.